# دوایر (وایومینگ)
دوایر (به انگلیسی: Dwyer) یک منطقهٔ مسکونی در ایالات متحده آمریکا است که در شهرستان پلت، وایومینگ واقع شده‌است. دوایر ۱٬۴۷۳٫۱۲ متر بالاتر از سطح دریا قرار دارد.